# アドルヤーン・ヤーノシュ

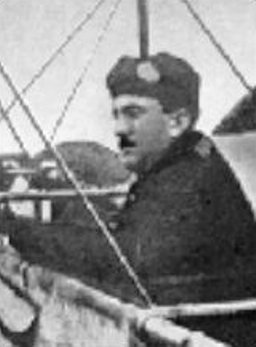
アドルヤーン・ヤーノシュ

アドルヤーン・ヤーノシュ（Adorján János、1882年1月1日 - 1964年7月2日）はハンガリーのエンジニアである。1909年12月9日（ハンガリー語版wikipediaでは1910年1月10日） 、ハンガリーで、自作の飛行機で飛行に成功した。ハンガリー国内で、ハンガリー製の飛行機で飛行に成功した最初のハンガリー人となった。

## 略歴
オーストリア＝ハンガリー帝国のショルキトートファル（Sorkitótfalu）に生まれた。シュトゥットガルト工科大学で工学を学んで1903年に卒業した。1906年から1909年の間、パリの自動車会社で働いた後、自らの設計した25hpの2気筒のV型エンジンを製造するためにハンガリーに戻った。
エンジンは、ヤーノシュが設計してケラー兄弟とブダペスト工科大学が製作したブレリオ単葉機に似た機体、"A-I Libelle"に搭載され、Libelleは1909年12月9日飛行に成功した。アドリアーンはハンガリー製の飛行機で飛行した最初のパイロットとなった。Libelleは全長7.31m、重量280kgの機体であった。改良した"A-II Strucc"を使って、1910年7月にRákosmezőで開かれた国際航空レースに参加し、29人の参加者中3位に入賞した。
2007年、ハンガリー国立銀行はアドルヤーンの生誕125年を記念して、1000フォリントの記念コインを発行した。角丸形状で、片面にV型エンジン、片面にLibelleが描かれている。